# Paskal Jakobsen
Paskal Jakobsen (Vlissingen, 20 januari 1974) is de gitarist en zanger van de Nederlandse band BLØF.

## Biografie
Voor hij bij BLØF kwam was Jakobsen een groepswerker in onder andere kindertehuizen van de stichting AZZ. De muzikaliteit zat er al vroeg in bij hem: hij speelde al gitaar op de lagere school en zong in het koor van de huidige Rooms-Katholieke Parochie Zuid-Walcheren in Vlissingen. Op zijn veertiende werd hij zanger van de band van Henk Tjoonk en Peter Slager, Trouble Every Day. Toen deze band ophield te bestaan ging Paskal Jakobsen in de rockband Wolf Clan Sister spelen.
Naast BLØF heeft Jakobsen ook samengewerkt met andere artiesten, onder wie Fernando Lameirinhas, Cristina Branco (beiden afkomstig uit Portugal), Level 42-frontman Mark King, Doe Maar-bassist Henny Vrienten en Frank Boeijen, de vorige werkgever van BLØF-drummer Norman Bonink. 
In 2016 ondernam Jakobsen een solotournee langs de Nederlandse theaters onder de titel "Stedentrip"; hij zong covers van zijn favoriete artiesten.
In 2020 nam hij samen met de zangeres Tabitha het nummer Blijf nog even hier op, dat bescheiden succes in de Nederlandse hitlijsten had.

## Persoonlijk leven
Jakobsen is getrouwd en vader van twee zoons.

## Prijzen en onderscheidingen
| Jaar | Prijs                                            |
| ---- | ------------------------------------------------ |
| 2000 | Bob Scholte-ring uitgereikt door Gerard Cox      |
| 2003 | Gouden Harp                                      |
| 2003 | Popprijs                                         |
| 2003 | Het Duiveltje (muziekprijs van andere artiesten) |
| 2007 | 3FM Award (gekregen voor beste zanger)           |
| 2014 | Edison Pop-prijs (gekregen voor het oeuvre)      |

## Discografie
Zie discografie van BLØF voor de album en nummers van de band BLØF.

### Singles
| Single met eventuele hitnotering(en) in de Nederlandse Top 40 | Datum van verschijnen | Datum van binnenkomst | Hoogste positie | Aantal weken | Opmerkingen                                                   |
| ------------------------------------------------------------- | --------------------- | --------------------- | --------------- | ------------ | ------------------------------------------------------------- |
| Geen gevaar                                                   | 2002                  | 31-08-2002            | tip9            | -            | met Frank Boeijen / Nr. 62 in de Single Top 100               |
| Ik zoek alleen mezelf                                         | 2015                  | 24-01-2015            | 20              | 8            | Alarmschijf / met Miss Montreal / Nr. 56 in de Single Top 100 |
| Blijf nog even hier                                           | 2020                  | 31-08-2020            | tip1            | -            | met Tabitha / Nr. 51 in de Single Top 100                     |

### Nummers geschreven voor andere artiesten (excl. BLØF)
| Nummer                             | Datum van verschijnen | Uitvoerend artiest          | Medeschrijver(s)                                               | Producer                         | Opmerkingen                       |
| ---------------------------------- | --------------------- | --------------------------- | -------------------------------------------------------------- | -------------------------------- | --------------------------------- |
| Leun op mij                        | 1998                  | Sabien Tiels                | Winfried Kicken, Jo Lemaire                                    | Wim Schuer                       | In 1999 gecoverd door Ruth Jacott |
| Vals verlangen                     | 1999-04-16            | Ruth Jacott                 | Peter Groot Kormelink, Eddy Zoëy                               | Humphrey Campbell                |                                   |
| Zacht                              | 1999-04-19            | Liesbeth List               | –                                                              | Haro Slok                        |                                   |
| Bondgenoot                         | 2003-01-07            | Guus Meeuwis                | Han Kooreneef                                                  | Rob van Donselaar                |                                   |
| Even stil                          | 2005-09-09            | Brainpower                  | Peter Slager, Gert-Jan Mulder, Dennis Rink                     | Man!e                            |                                   |
| Onze wereld                        | 2015-10-09            | Guus Meeuwis                | Guus Meeuwis                                                   | Gordon Groothedde                |                                   |
| Lieveling                          | 2016-01-22            | Frank Boeijen               | Frank Boeijen                                                  | Frank Boeijen                    |                                   |
| Jouw licht schijnt op mijn hart    | 2017-10-27            | Rob de Nijs                 | –                                                              | Frank Jansen, Rob de Nijs        |                                   |
| Vrienden                           | 2017-11-17            | Marco Borsato               | John Ewbank, Gordon Groothedde                                 | John Ewbank, Gordon Groothedde   |                                   |
| Betere tijden                      | 2018-09-21            | Jan Smit                    | Peter Slager                                                   | Thomas Tol                       |                                   |
| Lied voor niemand anders           | 2019-09-27            | Suzan & Freek               | Joost Marsman, Arno Krabman, Freek Rikkerink, Suzan Stortelder | Arno Krabman                     |                                   |
| Misschien had je toch gelijk       | 2020-01-31            | Diggy Dex                   | Koen Jansen, Marcel Tegelaar, Rene van Mierlo                  | Marcel Tegelaar, Rene van Mierlo |                                   |
| Allemaal goed                      | 2020-03-13            | Guillaume Devos             | Bert Gielen                                                    | Bert Gielen                      |                                   |
| Alles is zoals het zou moeten zijn | 2020-08-07            | Miss Montreal & Diggy Dex   | Koen Jansen, Marcel Tegelaar, Sanne Hans                       |                                  |                                   |
| Voor jou                           | 2020-08-14            | Ed Struijlaart              | Ed Struijlaart                                                 | Ed Struijlaart                   |                                   |
| Walnootboom                        | 2020-09-11            | Typhoon ft. Paskal Jakobsen | Glenn de Randamie, Dries Bijlsma, Deniz Wittebol               | Dries Bijlsma                    |                                   |
| Wat als later nu is                | 2020-10-23            | Rob de Nijs                 | Danny Vera                                                     | Frank Jansen                     |                                   |
| Nog niet voorbij                   | 2020-11-06            | Rob de Nijs                 | Koen-Willem Toering                                            | Frank Jansen                     |                                   |

## Trivia
- Jakobsen speelt op een Marble DCP100 MK IIIC combo.
- Jakobsen schreef en zong mee op Ik zoek alleen mezelf van Miss Montreal (2015)
- Hij schreef met Winfried Kicken het nummer 'Leun op mij' dat Ruth Jacott heeft vertolkt.
- Jakobsen schreef met Danny Vera het nummer Wat als later nu is voor Rob de Nijs

Bandleden:

Paskal Jakobsen · Peter Slager · Bas Kennis · Norman Bonink (voormalig: Henk Tjoonk, Chris Götte)

Discografie: